# Битва за острів Гуденаф
Битва за острів Гуденаф (22-27 жовтня 1942 року), також знана як «Операція Дрейк» — битва, яка була частиною Новогвінейської операції Тихоокеанської кампанії Другої світової війни. Союзники атакували японських морських піхотинців на острові Гуденаф. Австралійські підрозділи висадилися на південному краю острова Гуденаф 22 жовтня. Після короткого, але запеклого бою, японські війська змушені були відступати. Після битви Союзники створили на острові потужну військово-морську базу, яку використовували для подальшого просування в даному регіоні.
Острів Гуденаф є найпівнічнішим з островів Д'Антркасто, розташований на північному сході Папуа та розділений з ним 15-мильною (24 км) протокою. Острів розташований в 65 милях (105 км) від бухти Мілн і 185 милях (298 км) від Порт-Морсбі. Він розташований вздовж морського шляху між Буною та затокою Мілн, тому був стратегічно важливим в кінці 1942 року як для Союзників, так і для японців. Острів має овальну форму довжиною 21 миля (34 км), шириною 13 миль (21 км). Прибережна смуга, шириною до 8 км, покрита луками, протоками та прибережними болотами. Острів різко підіймається в центральній частині до висоти 2400 метрів над рівнем моря. Західна частина острова була покрита тропічним лісом та джунглями, а східна частина — трав'янистими рівнинами. Острів був придатним для будівництва аеродрому, особливо в північно-східній та північно-західній частині. На острові зовсім не було доріг. Станом на 1942 рік навіть не було чітких мап острова з нанесеними береговими лініями.

## Передумови
Літаки та кораблі з Буни до затоки Мілн проходили повз острів Гуденаф, тож присутність Союзників на острові могла забезпечити попередження японських операцій.

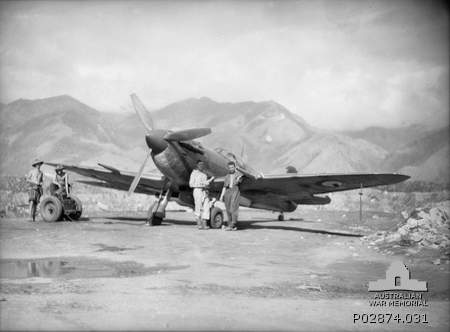
Екіпаж Spitfire Mk Vc з 79-ї ескадрильї RAAF в липні 1943 року на острові Гуденаф.

На початку серпня 1942 року невеликий підрозділ американських рейдерів розташувався на острові Гуденаф, щоб забезпечити завчасне попередження австралійських військ, які розташовувалися в затоці Мілн. 7 серпня 5 P-40 Kittyhawks з 76-ї ескадрильї Королівських австралійських ВПС здійснили вимушену посадку на трав'янистих рівнинах острова.
24 серпня сім десантних кораблів з морською піхотою Імператорського флоту Японії, доповнені інженерними підрозділами, вирушили з мису Нельсона для нападу на сили Союзників в затоці Мілн. При досягненні острова Гуденаф вони не змогли знайти підходящу схованку на день та були виявлені Союзниками. Дев'ять Kittyhawk з 75-ї ескадрильї були відправлені на розвідку. Вони виявили десантні судна та розстріляли їх. Новини про те, що сталося на острові, досягли японське командування 9 вересня разом з тими військовослужбовцямих, які дісталися Буни на човнах. Есмінці «Yayoi» та «Isokaze» вирушили з Рабаула, щоб врятувати людей на острові Гуденаф 10 вересня. Вони були помічені літаками Союзників наступного дня. Есмінці ВМС США «Selfridge», «Bagley», «Henley» та «Helm» були відокремлені від основної тактичної групи під командуванням капітана Корнеліуса Фліна та направлені на перехоплення. Вони не змогли виявити японські есмінці, проте п'ять Boeing B-17 Flying Fortress виявили їх. «Isokaze» вдалося втекти від літаків, а «Yayoi» затонув після того, як отримав пряме попадання по кормі. Після нападу «Isokaze» повернувся на місце, де затонув «Yayoi», знайшовши його по нафтовій плямі, проте нікого з виживших не знайшов. 22 вересня «Isokaze» знову повернувся, цього разу з есмінцем «Mochizuki», і разом вони знайшли 10 осіб виживших.

## Битва

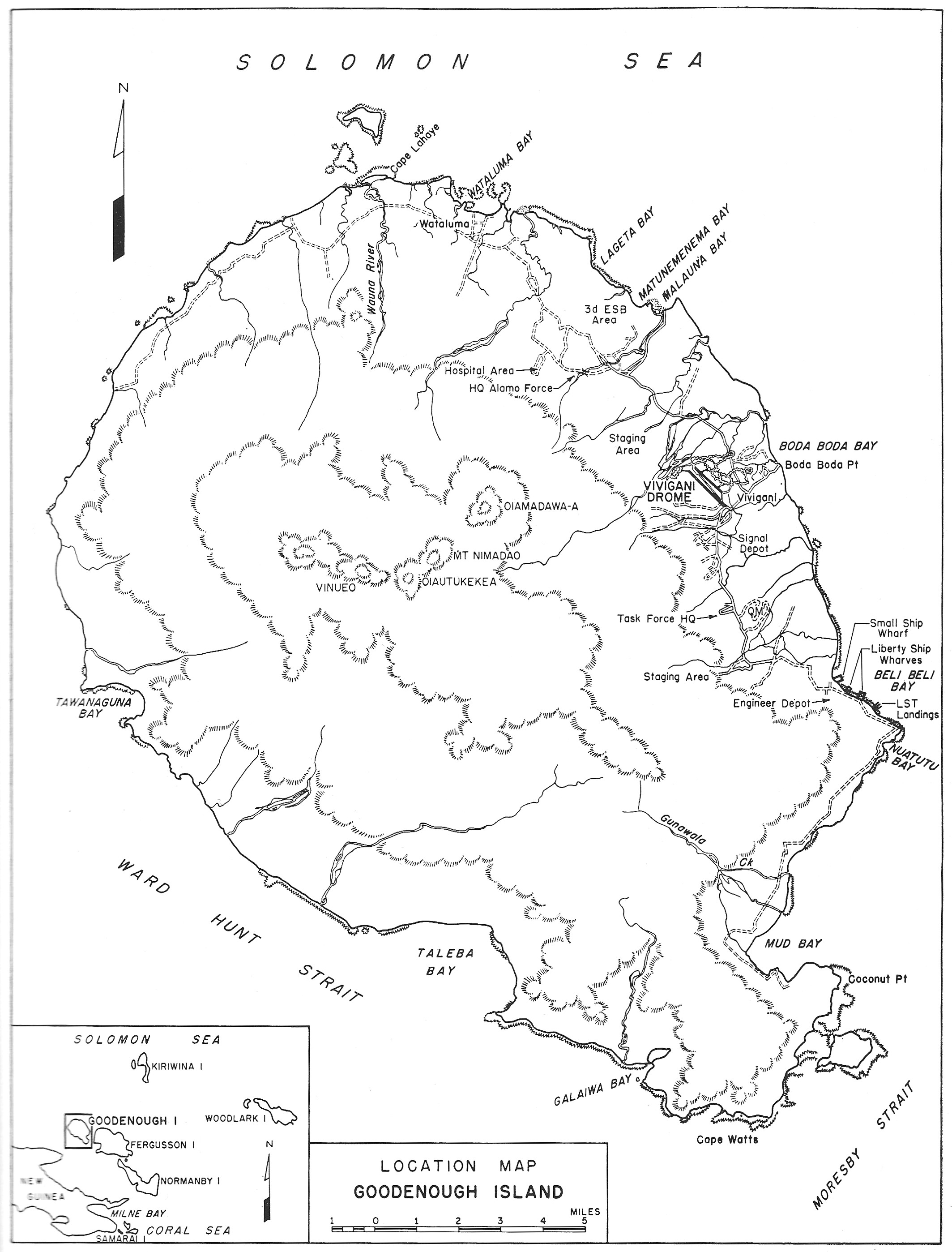
Карта острова Гуденаф із зазначеним розташуванням військових підрозділів.

В рамках операції під кодовою назвою «Дрейк», 2/12-й піхотний батальйон з 18-ї піхотної бригади, був обраний для захоплення острова Гуденаф. Його командиру, підполковнику Артуру Арнольду, було наказано знищити японські підрозділи, встановити радар та розвідати ділянки для розташування аеродромів. Дані розвідки показали. що на острові було приблизно 300 японських військовослужбовців, зосереджені, переважно, в районі затоки на південному сході острова. Японці мали нестачу продовольства та боєприпасів, а також страждали від недоїдання та хвороб.
Австралійці здійснили посадку на есмінці HMAS «Stuart» та «Arunta» 22 жовтня та були доставлені ними на острів Гуденаф. Прибувши вночі, батальйон висадився з двох сторін південної частини острова. Така висадка була запланована з метою оточення японських підрозділів. 2/12 піхотний батальйон мав три кечі, три японських десантних кораблі, які були захоплені під час битви в затоці Мілн, і два вельботи. Кожна рота була забезпечена радіостанціями для зв'язку зі штабом батальйону.
Австралійці просувалися вглиб острова поки не наштовхнулися на японські позиції, були обстріляні з кулеметів та змушені були відступати. Австралійці обійшли позиції японців, тому японці змушені були відступити. В результаті запеклих боїв австралійські війська відтіснили японців з їх позицій. Залишки японців були евакуйовані з острова за допомогою есмінців.
Під час битви австралійці були обстріляли японськими літаками.